# Elfenbenskusten i olympiska sommarspelen 1968
Elfenbenskusten deltog med 10 deltagare vid de olympiska sommarspelen 1968 i Mexico City. Ingen av landets deltagare erövrade någon medalj.